# Anita Nüßner
Anita Nüßner (ur. 10 czerwca 1935 w Plaue, zm. 27 lutego 2025) – niemiecka kajakarka, medalistka mistrzostw świata i olimpijka. W czasie swojej kariery sportowej reprezentowała Niemiecką Republikę Demokratyczną.

## Kariera sportowa
Zdobyła brązowy medal w wyścigu czwórek (K-4) na 500 metrów (w osadzie z Marion Knobba, Charlotte Seidelmann i Helgą Ulze) oraz zajęła 4. miejsce w wyścigu dwójek (K-2) na 500 metrów (w parze z Charlotte Seidelmann) na mistrzostwach świata w 1963 w Jajcach.
Zajęła 6. miejsce w wyścigu jedynek (K-1) na 500 metrów na igrzyskach olimpijskich w 1968 w Meksyku.
Była mistrzynią NRD na dystansie 500 metrów w dwójkach w latach 1959–1963, w czwórkach w 1962 oraz w sztafecie 4 × 500 metrów w 1962, wicemistrzynią w jedynkach w 1961, 1965 i 1968 oraz w czwórkach w 1963, a także  brązową medalistką w jedynkach w latach 1958–1960 i 1963 oraz w czwórkach w 19680. Zdobyła również złoty medal w wyścigu jedynek na dystansie 5000 metrów w 1967 i srebrne medale w wyścigu jedynek na dystansie 3000 metrów w 1958 i 1959.